# Галкино (Воронежская область)
Галкино — деревня в Рамонском районе Воронежской области.
Входит в состав Горожанского сельского поселения.

## География
В деревне имеется одна улица — Дорожная.

## Население
| 2010 |
| ---- |
| 26   |